# Mirko Felicetti
Mirko Felicetti (ur. 15 lipca 1992 w Cavalese) – włoski snowboardzista. W 2015 roku wystartował na mistrzostwach świata w Kreischbergu w 2015 roku, gdzie zajął ósme miejsce w slalomie równoległym. Najlepsze wyniki w Pucharze Świata w snowboardzie osiągnął w sezonie 2015/2016, kiedy to zajął siódme miejsce w klasyfikacji generalnej PAR, a w klasyfikacji PSL był drugi. Nie brał udziału w igrzyskach olimpijskich.

## Osiągnięcia

### Mistrzostwa świata
| Miejsce | Dzień       | Rok  | Miejscowość   | Konkurencja       | Zwycięzca          |
| ------- | ----------- | ---- | ------------- | ----------------- | ------------------ |
| 8.      | 22 stycznia | 2015 | Kreischberg   | Slalom równoległy | Roland Fischnaller |
| 48.     | 23 stycznia | 2015 | Kreischberg   | Gigant równoległy | Andriej Sobolew    |
| 13.     | 15 marca    | 2017 | Sierra Nevada | Slalom równoległy | Andreas Prommegger |
| 15.     | 16 marca    | 2017 | Sierra Nevada | Gigant równoległy | Andreas Prommegger |
| 10.     | 1 marca     | 2021 | Rogla         | Gigant równoległy | Dmitrij Łoginow    |

### Puchar Świata

#### Miejsca w klasyfikacji generalnej PAR
- sezon 2010/2011: 79.
- sezon 2011/2012: 61.
- sezon 2012/2013: 77.
- sezon 2013/2014: 316.
- sezon 2014/2015: 7.
- sezon 2015/2016: 7
- sezon 2016/2017: 9.
- sezon 2017/2018: 14.
- sezon 2018/2019: 22.
- sezon 2019/2020: 7.

#### Miejsca na podium w zawodach
1. Montafon – 18 grudnia 2014 (slalom równoległy) – 3. miejsce
2. Rogla – 31 stycznia 2015 (gigant równoległy) – 2. miejsce
3. Asahikawa – 1 marca 2015 (slalom równoległy) – 3. miejsce
4. Cortina d’Ampezzo – 19 grudnia 2015 (slalom równoległy) – 3. miejsce
5. Bad Gastein – 8 stycznia 2016 (slalom równoległy) – 3. miejsce
6. Bannoje – 8 grudnia 2019 (gigant równoległy) – 2. miejsce
7. Blue Mountain – 29 lutego 2020 (gigant równoległy) – 1. miejsce
8. Bannoje – 6 lutego 2021 (gigant równoległy) – 3. miejsce